# Armiiske, Djankoi
Armiiske (în ucraineană Армійське) este un sat în comuna Zaricine din raionul Djankoi, Republica Autonomă Crimeea, Ucraina.

## Demografie
Componența lingvistică a localității Armiiske
     Tătară crimeeană (51,85%)
     Rusă (25,4%)
     Ucraineană (22,22%)
Conform recensământului din 2001, majoritatea populației localității Armiiske era vorbitoare de tătară crimeeană (51,85%), existând în minoritate și vorbitori de rusă (25,4%) și ucraineană (22,22%).